# 하우현성당 사제관
하우현성당 사제관(下牛峴聖堂 司祭館)은 대한민국 경기도 의왕시에 있는 일제강점기의 건축물이다. 2001년 1월 16일 경기도의 기념물 제176호로 지정되었다.

## 개요
청계산과 광교 산맥을 잇는 골짜기에 자리잡고 있는 하우현(下牛峴)성당은 서울에서 약 24km 떨어져 있고 안양시와는 20리 거리로 근접해 있다. 이 곳은 옛날 동양원이라는 역원(驛院)이 있던 곳으로 현재 원터라고도 불린다.
하우현 일대에 언제부터 교우들이 모여들어 살게 되었는지는 분명치 않으나 이 지방에 청계산과 광교산 등 높은 산들이 있고 거기에 형성된 자연의 계곡과 울창한 수목이 박해를 피해 산길을 찾던 천주교인들에게는 더 할 나위 없는 피난처였음에 비추어 어느새인가 교우촌이 형성되었던 것으로 추정된다.
교우들이 때로는 땅을 파고 토굴 속에서 살던 곳이었다고 하여 '토굴이'라고도 불리었다.
1884년에 하우현은 공소공동체의 모습을 갖추고 뮈텔(Mutel)신부 등이 정기적으로 순방하여 전교하였다. 이때까지도 한국 천주교회는 박해하에 있었기 때문에 뮈텔 신부는 상복으로 변장하고 은밀히 하우현을 방문하였다. 1886년 한불조약의 성립으로 한국 천주교회에는 신교의 자유가 허용되기 시작했다.
이 조약이 비준된 이듬해인 1888년 7월 왕립(갓등이)이 최초로 본당으로 승격하여 하우현의 모(母)본당으로 하우현까지 관할하였다.
1893년 공소 초대 회장으로 김윤중(베드로)이 선출된 기록이 있으며, 1894년 5월 왕림본당 2대 신부인 알릭스(Alix) 신부는 하우현 신자들이 공소 강당없이 교우 집에서 공소 예절을 행하는 것을 보고 강당 신축을 강력히 권고한 결과, 알릭스 신부가 협조한 금액과 하우현 교우들이 모금한 1,500냥으로 초가 목조 강당 10간이 건축되었으며, 1900년에 하우현은 왕립 본당에서 분리되어 본당을 독립하였다.
1965년 김영근 신부는 성당 건물이 퇴락하여 붕괴 위험이 있음을 보고 미군부대 건축자재 원조로 현재의 성당을 신축하였다. 하우현은 본당 설정 이래 본당 폐쇄가 거듭 되풀이 되고 타 본당에 귀속된 공소였던터라 사목 활동이 활발하지 못했었다.
하우현은 현재 200여 명의 신자수로 교우촌을 형성하고 있는 작은 본소에 불과하나 본당 역사 100주년을 맞은 유서 깊은 역사를 가진 성당이며, 1906년 신축한 사제관은 2001년 1월 22일 경기도 기념물 제176호로 지정되었다.

## 참고 자료
- 하우현성당사제관 - 국가유산청 국가유산포털